# Craig Bierko
 Craig Bierko, född 18 augusti 1964 i Rye Brook i Westchester County, New York, är en amerikansk skådespelare och sångare.

## Filmografi i urval
- Red Dwarf (1992) (ej sänt pilotavsnitt)
- Vita huset nästa? (1992)
- Star (1993)
- The Long Kiss Goodnight (1996)
- 'Til There Was You (1997)
- Fear and Loathing in Las Vegas (1998)
- 13:e våningen (1999)
- The Suburbans (1999)
- Ally McBeal (2000) (1 avsnitt säsong 3)
- Kate & Leopold (2001) (ej krediterad)
- I'm With Lucy (2002)
- Sex and the City: Säsong 4 (2002)
- Cinderella Man (2005)
- Scary Movie 4 (2006)
- Boston Legal: Säsong 3 (2006)
- Superhero Movie (2008)
- Meet Bill (2008) (ej krediterad)
- The Three Stooges (2012)
- Scary Movie 5 (2013)